# Daniel Bourdages
Pour les articles homonymes, voir Bourdages (homonymie).
Daniel Bourdages (né le 17 novembre 1957 à Lachine dans la province de Québec au Canada) est un entraîneur de hockey sur glace.
Il entraîne l'Étoile noire de Strasbourg depuis 1990.
Après une maîtrise en éducation physique spécialisée en hockey sur glace, il entraîne des équipes de jeunes (11-12 et 13-14 ans) au Québec. Par la suite, il entraîne en Ligue de hockey midget AAA à Montréal avant de quitter le Canada pour la France et Strasbourg.
Le 7 octobre 2023, lors du premier match de la saison 2023-2024, il dispute son 1 000e match en tant qu'entraîneur.

## Statistiques

### Championnat de France
Les tableaux ci-après indiquent les résultats détaillés pour chaque saison (régulière et play-offs).
| Saison            | Équipe                     | Ligue             |     | PJ  | V  | D  | N    | % V |  | Détails |
| 1999-2000         | Étoile noire de Strasbourg | Division 1        | 26  | 13  | 13 | 0  | 50,0 | 7e de la poule Nord (14 matches en saison régulière) 1er de la poule de maintien (12 matches)                                                        |  |         |
| 2000-2001         | Étoile noire de Strasbourg | Division 1        | 28  | 19  | 5  | 4  | 67,9 | 5e de la poule Nord (14 matches en saison régulière) 1er de la poule de maintien (14 matches)                                                        |  |         |
| 2001-2002         | Étoile noire de Strasbourg | Division 1        | 31  | 14  | 11 | 6  | 45,2 | 6e de la saison régulière (26 matches) Remparts de Tours 3-2 (quart de finale)                                                                       |  |         |
| 2002-2003         | Étoile noire de Strasbourg | Division 1        | 28  | 20  | 5  | 3  | 71,4 | 1er de la poule Nord (14 matches en raison régulière) 4e de la poule finale (14 matches)                                                             |  |         |
| 2003-2004         | Étoile noire de Strasbourg | Division 1        | 30  | 22  | 7  | 1  | 73,3 | 1er de la poule Nord (14 matches en raison régulière) 2e de la poule finale (14 matches) Corsaires de Dunkerque 1-1 (barrage de promotion)           |  |         |
| 2004-2005         | Étoile noire de Strasbourg | Division 1        | 28  | 21  | 4  | 3  | 75,0 | 1er de la poule Nord (14 matches en raison régulière) 4e de la poule finale (14 matches)                                                             |  |         |
| 2005-2006         | Étoile noire de Strasbourg | Division 1        | 28  | 23  | 3  | 2  | 82,1 | 1er de la poule Sud (14 matches en raison régulière) 1er de la poule finale (14 matches) Promotion en Ligue Magnus                                   |  |         |
| 2019-2020         | Étoile noire de Strasbourg | Division 1        | 26  | 12  | 14 | 0  | 46,2 | Poule de maintien annulée (pandémie de Covid-19) |  |         |
| 2020-2021         | Étoile noire de Strasbourg | Division 1        | 11  | 10  | 1  | 0  | 46,2 | 1er de la poule B en saison régulière Bisons de Neuilly-sur-Marne 4-3 (demi-finale) Spartiates de Marseille 5-1 (finale) Vice-champion de Division 1 |  |         |
| 2021-2022         | Étoile noire de Strasbourg | Division 1        | 26  | 14  | 12 | 0  | 53,8 | 8e de saison régulière Albatros de Brest 3-2 (quart de finale)                                                                                       |  |         |
| 2022-2023         | Étoile noire de Strasbourg | Division 1        | 26  | 15  | 11 | 0  | 57,7 | 5e de saison régulière Wildcats d’Épinal 3-2 (quart de finale)                                                                                       |  |         |
| 2023-2024         | Étoile noire de Strasbourg | Division 1        | 26  | 16  | 10 | 0  | 61,5 | 5e de saison régulière Corsaires de Dunkerque 3-2 (quart de finale)                                                                                  |  |         |
| Totaux Division 1 | Totaux Division 1          | Totaux Division 1 | 314 | 199 | 96 | 19 | 63,4 | |  |         |

| Saison                      | Équipe                      | Ligue                       |     | PJ  | V   | D | N    | % V |  | Séries éliminatoires |
| 2006-2007,                  | Étoile noire de Strasbourg  | Ligue Magnus                | 26  | 8   | 17  | 1 | 30,8 | Ducs d'Angers 2-0 (tour préliminaire) |  |                      |
| 2007-2008,                  | Étoile noire de Strasbourg  | Ligue Magnus                | 26  | 8   | 18  | 0 | 30,8 | Pingouins de Morzine 2-0 (tour préliminaire)                                                                                                 |  |                      |
| 2008-2009,                  | Étoile noire de Strasbourg  | Ligue Magnus                | 26  | 14  | 12  | 0 | 53,8 | Diables noirs de Tours 2-0 (tour préliminaire) Brûleurs de loups de Grenoble 3-1 (quart de finale)                                           |  |                      |
| 2009-2010,                  | Étoile noire de Strasbourg  | Ligue Magnus                | 26  | 13  | 13  | 0 | 50,0 | Ours de Villard-de-Lans 2-0 (tour préliminaire) Diables rouges de Briançon 3-1 (quart de finale)                                             |  |                      |
| 2010-2011,                  | Étoile noire de Strasbourg  | Ligue Magnus                | 26  | 9   | 17  | 0 | 34,6 | Dauphins d’Épinal 2-1 (tour préliminaire) Rapaces de Gap 3-2 (quart de finale) Ducs d'Angers 3-1 (demi-finale) Dragons de Rouen 3-0 (finale) |  |                      |
| 2011-2012,                  | Étoile noire de Strasbourg  | Ligue Magnus                | 26  | 14  | 12  | 0 | 53,8 | Gothiques d'Amiens 3-2 (tour préliminaire)                                                                                                   |  |                      |
| 2012-2013                   | Étoile noire de Strasbourg  | Ligue Magnus                | 26  | 10  | 16  | 0 | 38,5 | Gothiques d'Amiens 3-2 (tour préliminaire) Diables rouges de Briançon 3-1 (quart de finale)                                                  |  |                      |
| 2013-2014                   | Étoile noire de Strasbourg  | Ligue Magnus                | 26  | 8   | 18  | 0 | 30,7 | Ours de Villard-de-Lans 3-1 (tour préliminaire)                                                                                              |  |                      |
| 2014-2015                   | Étoile noire de Strasbourg  | Ligue Magnus                | 26  | 11  | 15  | 0 | 42,3 | Gamyo Épinal 3-2 (tour préliminaire) |  |                      |
| 2015-2016                   | Étoile noire de Strasbourg  | Ligue Magnus                | 26  | 13  | 13  | 0 | 50,0 | Rapaces de Gap 4-1 (quart de finale) |  |                      |
| 2016-2017                   | Étoile noire de Strasbourg  | Ligue Magnus                | 44  | 15  | 29  | 0 | 34,1 | 1er de la poule de maintien |  |                      |
| 2017-2018                   | Étoile noire de Strasbourg  | Ligue Magnus                | 44  | 4   | 40  | 0 | 9,1  | 4e de la poule de maintien |  |                      |
| 2018-2019                   | Étoile noire de Strasbourg  | Ligue Magnus                | 44  | 10  | 34  | 0 | 22,7 | 4e de la poule de maintien Reléguation en Division 1                                                                                         |  |                      |
| Totaux saison régulière     | Totaux saison régulière     | Totaux saison régulière     | 392 | 137 | 254 | 1 | 34,9 | |  |                      |
| Totaux séries éliminatoires | Totaux séries éliminatoires | Totaux séries éliminatoires | 71  | 29  | 42  | 0 | 40,8 | |  |                      |
| Totaux Ligue Magnus         | Totaux Ligue Magnus         | Totaux Ligue Magnus         | 457 | 166 | 290 | 1 | 37,8 | |  |                      |

Pour les significations des abréviations, voir statistiques du hockey sur glace.

### Coupe de France
Pour un article plus général, voir Coupe de France de hockey sur glace.
| Saison                 | Équipe                     | Compétition            |    | PJ | V  | D    | % V |  | Détail |
| 2001-2002              | Étoile noire de Strasbourg | Coupe de France        | 4  | 3  | 1  | 75,0 | Corsaires de Dunkerque 4-3 (seizième de finale) Flammes bleues de Reims 3-1 (huitième de finale) Séquanes de Besançon 6-0 (quart de finale)                                     |  |        |
| 2002-2003              | Étoile noire de Strasbourg | Coupe de France        | 2  | 1  | 1  | 50,0 | Séquanes de Besançon 3-2 (seizième de finale) Gothiques d'Amiens 3-2 (huitième de finale)                                                                                       |  |        |
| 2006-2007              | Étoile noire de Strasbourg | Coupe de France        | 1  | 0  | 1  | 0    | Dauphins d’Épinal 6-4 (seizième de finale) |  |        |
| 2007-2008              | Étoile noire de Strasbourg | Coupe de France        | 4  | 3  | 1  | 75,0 | Jets de Viry-Essonne 3-1 (seizième de finale) Dauphins d’Épinal 7-4 (huitième de finale) Diables rouges de Briançon 3-2 (quart de finale) Dragons de Rouen 6-3 (demi-finale)    |  |        |
| 2008-2009              | Étoile noire de Strasbourg | Coupe de France        | 1  | 0  | 1  | 0    | Dauphins d’Épinal 3-2 (seizième de finale) |  |        |
| 2009-2010              | Étoile noire de Strasbourg | Coupe de France        | 4  | 3  | 1  | 75,0 | Dauphins d’Épinal 3-2 (seizième de finale) Ducs de Dijon 3-2 (huitième de finale) Castors d'Avignon 5-3 (quart de finale) Diables rouges de Briançon 5-2 (demi-finale)          |  |        |
| 2010-2011              | Étoile noire de Strasbourg | Coupe de France        | 4  | 3  | 1  | 75,0 | Phénix de Reims 10-1 (seizième de finale) Chamois de Chamonix 4-3 (huitième de finale) Ours de Villard-de-Lans 6-2 (quart de finale) Dragons de Rouen 3-2 (demi-finale)         |  |        |
| 2011-2012              | Étoile noire de Strasbourg | Coupe de France        | 4  | 3  | 1  | 75,0 | Dauphins d’Épinal 2-1 (seizième de finale) Pingouins de Morzine 5-1 (huitième de finale) Vipers de Montpellier 3-0 (quart de finale) Dragons de Rouen 4-1 (demi-finale)         |  |        |
| 2012-2013              | Étoile noire de Strasbourg | Coupe de France        | 2  | 1  | 1  | 50,0 | Bisons de Neuilly-sur-Marne 8-5 (seizième de finale) Ours de Villard-de-Lans 4-1 (huitième de finale)                                                                           |  |        |
| 2013-2014              | Étoile noire de Strasbourg | Coupe de France        | 4  | 3  | 1  | 75,0 | Lions de Compiègne 11-1 (seizième de finale) Ducs de Dijon 4-3 (huitième de finale) Rapaces de Gap 4-1 (quart de finale) Ducs d'Angers 4-2 (demi-finale)                        |  |        |
| 2014-2015              | Étoile noire de Strasbourg | Coupe de France        | 2  | 1  | 1  | 50,0 | Peaux-Rouges d'Évry 11-1 (seizième de finale) Gothiques d'Amiens 3-2 (huitième de finale)                                                                                       |  |        |
| 2015-2016              | Étoile noire de Strasbourg | Coupe de France        | 3  | 2  | 1  | 66,7 | Scorpions de Mulhouse 3-2 (seizième de finale) Lions de Lyon 4-2 (huitième de finale) Brûleurs de loups de Grenoble 4-2 (quart de finale)                                       |  |        |
| 2016-2017              | Étoile noire de Strasbourg | Coupe de France        | 2  | 1  | 1  | 50,0 | Gamyo Épinal 5-4 (seizième de finale) Scorpions de Mulhouse 3-1 (huitième de finale)                                                                                            |  |        |
| 2017-2018              | Étoile noire de Strasbourg | Coupe de France        | 1  | 0  | 1  | 0    | Gamyo Épinal 4-5 (seizième de finale) |  |        |
| 2018-2019              | Étoile noire de Strasbourg | Coupe de France        | 4  | 3  | 1  | 75,0 | Épinal Hockey Club 3-2 (seizième de finale) Jokers de Cergy-Pontoise 3-2 (huitième de finale) Corsaires de Dunkerque 5-3 (quart de finale) Gothiques d'Amiens 1-4 (demi-finale) |  |        |
| 2019-2020              | Étoile noire de Strasbourg | Coupe de France        | 2  | 1  | 1  | 50,0 | Titans de Colmar 5-1 (seizième de finale) Scorpions de Mulhouse 0-4 (huitième de finale)                                                                                        |  |        |
| 2020-2021              | Étoile noire de Strasbourg | Coupe de France        | 1  | 0  | 1  | 0    | Épinal Hockey Club 0-3 (premier tour) |  |        |
| 2021-2022              | Étoile noire de Strasbourg | Coupe de France        | 2  | 1  | 1  | 50,0 | Titans de Colmar 4-9 (premier tour) Brûleurs de loups de Grenoble 1-6 (seizième de finale)                                                                                      |  |        |
| 2022-2023              | Étoile noire de Strasbourg | Coupe de France        | 2  | 1  | 1  | 50,0 | Ducs de Dijon 12-1 (premier tour) Scorpions de Mulhouse 0-4 (seizième de finale)                                                                                                |  |        |
| 2023-2024              | Étoile noire de Strasbourg | Coupe de France        | 2  | 1  | 1  | 50,0 | Red Dogs d’Amnéville 9-0 (premier tour) Wildcats d'Épinal 1-4 (seizième de finale)                                                                                              |  |        |
| Totaux Coupe de France | Totaux Coupe de France     | Totaux Coupe de France | 49 | 30 | 19 | 61,2 | |  |        |

Pour les significations des abréviations, voir statistiques du hockey sur glace.

### Coupe de la Ligue
Pour un article plus général, voir Coupe de la Ligue de hockey sur glace.
| Saison                   | Équipe                     | Compétition              |    | PJ | V  | D    | % V                                                               |  | Détail |
| 2006-2007                | Étoile noire de Strasbourg | Coupe de la Ligue        | 2  | 0  | 2  | 0    | Dragons de Rouen 6-4 et 3-2 (quart de finale)                     |  |        |
| 2007-2008                | Étoile noire de Strasbourg | Coupe de la Ligue        | 2  | 0  | 2  | 0    | Gothiques d'Amiens 5-4 et 2-1 (huitième de finale)                |  |        |
| 2008-2009                | Étoile noire de Strasbourg | Coupe de la Ligue        | 6  | 2  | 4  | 33,3 | 4e de la Poule B. Non qualifié pour les quarts de finale          |  |        |
| 2009-2010,               | Étoile noire de Strasbourg | Coupe de la Ligue        | 8  | 3  | 5  | 37,5 | 2e de la Poule B. Ducs d'Angers 5-0 et 6-4 (quart de finale)      |  |        |
| 2010-2011,               | Étoile noire de Strasbourg | Coupe de la Ligue        | 8  | 5  | 3  | 62,5 | 1er de la Poule B. Ducs d'Angers 5-1 et 4-1 (quart de finale)     |  |        |
| 2011-2012                | Étoile noire de Strasbourg | Coupe de la Ligue        | 6  | 1  | 5  | 16,7 | 4e de la Poule B. Non qualifié pour les quarts de finale          |  |        |
| 2012-2013                | Étoile noire de Strasbourg | Coupe de la Ligue        | 6  | 2  | 4  | 33,3 | 3e de la Poule B. Non qualifié pour les quarts de finale          |  |        |
| 2013-2014,               | Étoile noire de Strasbourg | Coupe de la Ligue        | 8  | 4  | 4  | 50,0 | 2e de la Poule B. Ducs d'Angers 5-3 et 5-4 (quart de finale)      |  |        |
| 2014-2015                | Étoile noire de Strasbourg | Coupe de la Ligue        | 6  | 0  | 6  | 0    | 4e de la Poule B. Non qualifié pour les quarts de finale          |  |        |
| 2015-2016,               | Étoile noire de Strasbourg | Coupe de la Ligue        | 8  | 4  | 4  | 50,0 | 2e de la Poule B. Boxers de Bordeaux 2-3 et 8-0 (quart de finale) |  |        |
| Totaux Coupe de la Ligue | Totaux Coupe de la Ligue   | Totaux Coupe de la Ligue | 60 | 21 | 39 | 35,0 |                                                                   |  |        |

Nota : à l'issue de la saison 2015-2016, la coupe de la Ligue n'est plus disputée en raison du changement de format de la Ligue Magnus.
Pour les significations des abréviations, voir statistiques du hockey sur glace.